# アルヴィ宮本なほ子
アルヴィ宮本なほ子（Alvey みやもと なほこ、1961年8月 - ）は、英文学者、東京大学総合文化研究科教授。
東京生まれ。専門は英国初期ロマン派の詩で、特にパーシー・ビッシュ・シェリー。アルヴィ氏と結婚して複合姓を用いている。

## 経歴
- 1986年 - 東京大学の英文科を卒業、のち同大学院の博士課程を中退。
- 1999年 - トロント大学で博士号を取得、東京大学教養学部助手になる。
- 2000年 - 千葉大学の文学部助教授になる。
- 2003年 - 東京大学総合文化研究科の助教授になる。
- 2007年 - 東京大学地域文化研究イギリス科の准教授になる。
- 2012年　教授

## 著書
- Strange Truths in Undiscovered Lands : Shelley's Poetic Development and Romantic Geography (Toronto University Press, 2009)

## 翻訳
- ハロルド・ブルーム『影響の不安　詩の理論のために』（小谷野敦共訳、新曜社、2004）
- 『対訳　シェリー詩集』岩波文庫、2012